# Wiang Sa, Surat Thani
Wiang Sa (tiếng Thái: เวียงสระ) là một huyện (amphoe) của tỉnh Surat Thani, Thái Lan.

## Địa lý
Wiang Sa is nằm ở đông nam tỉnh Surat Thani. Các huyện giáp ranh (từ phía tây theo chiều kim đồng hồ) là:  Phrasaeng, Khian Sa và Ban Na San of Surat Thani, và Phipun, Chawang và Tham Phannara của tỉnh Nakhon Si Thammarat.
sông Tapi tạo thành ranh giới phía tây của huyện. Các sông nhỏ khác có Khlong Nam Thao, Khlong Tan và Khlong Chanuan. Phía tây huyện địa hình dốc xuống phía đồng bằng Tapi, phía đông là các đồi thuộc dãy núi Nakhon Si Thammarat.
Đông bắc huyện là Vườn quốc gia Tai Rom Yen.

## Lịch sử
Wiang Sa ban đầu là một nhà nước-thành phố nhỏ (Mueang) thuộc Nakhon Si Thammarat sau thời Srivijaya. Đơn vị này đã được chuyển thành huyện Khlong Tan (คลองตาล)  trong cuộc cải cách hành chính thesaphiban vào cuối thế kỷ 19.
Tuy nhiên, năm 1896, Wiang Sa đã bị hạ xuống thành một tambon của huyện Lamphun, nay là huyện Ban Na San. Ngày 10 tháng 3 năm 1968, Wiang Sa thành một tiểu huyện (King Amphoe) thông qua việc tách tambon Wiang Sa và Thung Luang khỏi huyện Ban Na San. Ngày 17 tháng 11 năm 1971, đơn vị này đã được nâng cấp thành huyện.

## Hành chính
Wiang Sa được chia ra 5 phó huyện (tambon), các đơn vị này lại được chia ra thành 64 làng (muban). Có ba thị trấn (thesaban tambon) - Wiang Sa nằm trên một phần của the tambon Wiang Sa và Ban Song, Ban Song nằm trên phần còn lại của tambon Ban Song, còn Khao Niphan nằm trên toàn bộ tambon Khao Nipham. Ba tambon không hoàn toàn nằm trong khu vực đô thị được quản lý bởi từng Tổ chức hành chính tambon (TAO).
| \| STT. \| Tên \| Tên Thái \| Số làng \| Dân số \| \| \| ---- \| -------------- \| -------- \| ------- \| ------ \| \| \| 1. \| Wiang Sa \| เวียงสระ \| 10 \| 9,696 \| \| \| 2. \| Ban Song \| บ้านส้อง \| 18 \| 6,725 \| \| \| 3. \| Khlong Chanuan \| คลองฉนวน \| 12 \| 8.382 \| \| \| 4. \| Thung Luang \| ทุ่งหลวง \| 16 \| 10.374 \| \| \| 5. \| Khao Niphan \| เขานิพันธ์ \| 8 \| 5,853 \| \| | Map of Tambon  |          |         |        |  |
| STT. | Tên            | Tên Thái | Số làng | Dân số |  |
| 1. | Wiang Sa       | เวียงสระ  | 10      | 9,696  |  |
| 2. | Ban Song       | บ้านส้อง   | 18      | 6,725  |  |
| 3. | Khlong Chanuan | คลองฉนวน | 12      | 8.382  |  |
| 4. | Thung Luang    | ทุ่งหลวง   | 16      | 10.374 |  |
| 5. | Khao Niphan    | เขานิพันธ์  | 8       | 5,853  |  |